# NGC 3535
NGC 3535 is een spiraalvormig sterrenstelsel in het sterrenbeeld Leeuw. Het hemelobject werd op 18 april 1784 ontdekt door de Duits-Britse astronoom William Herschel.

## Synoniemen
- UGC 6189
- MCG 1-29-4
- ZWG 39.10
- NPM1G +05.0287
- IRAS11059+0505
- PGC 33760